# مكي أباد (غلزار بردسير)
مكي أباد (بالفارسية: مکی‌آباد) هي مستوطنة تقع في إيران في البلدة المركزية. يقدر عدد سكانها بـ 0 نسمة بحسب إحصاء 2016.